# Heartstrings
Heartstrings (Hàn tự: 넌 내게 반했어; Phiên âm: Neon Naege Banhaesseo) là một bộ phim truyền hình Hàn Quốc năm 2011 cho thanh thiếu niên, đã được phát sóng của đài MBC từ ngày 29 tháng sáu đến 19 tháng 8 năm 2011 gồm 15 tập (theo dự kiến 16 tập).

## Nội dung
Lee Shin (Jung Yong-hwa) là một sinh viên đại học chuyên ngành âm nhạc phương Tây. Anh cũng là ca sĩ chính và tay guitar của ban nhạc "The Stupid". Shin được biết đến với vẻ ngoài đẹp trai, cá tính tự mãn, và niềm đam mê âm nhạc mạnh mẽ. Tất cả mọi người thấy anh là một người lạnh lùng và xa cách, nhưng thật ra lại ẩn chứa sự mềm yếu bên trong. Anh ít quan tâm đến bất cứ điều gì không liên quan đến âm nhạc và không có cả những giấc mơ cũng như kế hoạch cho tương lai. Ban đầu anh thích Jung Yoon Soo, một giáo sư múa tại trường đại học, nhưng điều này thay đổi tất cả khi anh gặp Lee Gyu Won (Park Shin-hye).
Lee Gyu Won là một học sinh vui vẻ, trong sáng, được sinh ra trong một gia đình có uy tín và chuyên ngành trong âm nhạc truyền thống Hàn Quốc. Cô đóng vai Gayageum. Ông nội của Gyu Won, Lee Dong Gin, là một trong 3 nhạc sĩ truyền thống hàng đầu thuộc thế hệ của mình và mong muốn lớn nhất của ông là nhìn thấy cháu gái trở thành một thần đồng âm nhạc truyền thống. Đang cố gắng sống theo sự mong đợi của ông nội cô, Gyu Won mải mê học tập và trở thành một sinh viên đại học không biết gì nhiều ngoài việc học của mình. Khi bạn bè của cô là những người hâm mộ của "The Stupid", cô bị buộc phải đi đến buổi biểu diễn của ban nhạc với họ. Ở đó, cô nhìn thấy Lee Shin biểu diễn trực tiếp, và cuộc sung đột dẫn dắt cho tình yêu đã bắt đầu với họ.
Yeo Joon Hee (Kang Min-hyuk) là một chàng trai nhút nhát, vụng về so với tuổi của mình. Anh ấy có một tính cách hoàn toàn trẻ con. Anh đi ngang Đại học Princess và gặp con gái vị Giám đốc đại học, Han Hee Joo (Woori) có tên gọi thân mật là "Natasha", người mà anh yêu ngay từ cái nhìn đầu tiên. Tuy nhiên, Hee Joo là cô gái cao ngạo, và trong phim này, Yeo Joon Hee chiến đấu giữa cảm xúc của mình dành cho Hee Joo và việc phải thoát khỏi người mẹ luôn đàng áp trong việc làm một người hoàn hảo và cô bị đe dọa cuộc sống đại học của chính mình.
Khi Lee Gyu Won quyết định tham gia biểu diễn cho lễ hội, tất cả mọi người đều thấy tài năng tiềm ẩn của cô ấy và điều này thúc đẩy mẹ Han Hee Joo lên kế hoach với Tae Joon, một quản trị viên của trường, phá Lee Gyu Won và hình ảnh của vị đạo diễn lễ hội để Lee Gyu Won không tham gia lễ hội sắp tới vì sợ rằng Lee Gyu Won có thể nổi trội hơn Han Hee Joo.
Nhưng rồi cuối cùng buổi lễ kỉ niệm 100 năm đã diễn ra với kinh phí là số tiền ủng hộ từ các sinh viên nhà trường vì các nhà tài trợ đã quyết định không tài trợ nữa, điều này khiến buổi lễ gần như chút nữa bị hủy. Sau nhiều biến cố lớn nhất là Lee Shin gặp vấn đề nghiêm trọng về tay và điều này đã khiến anh từ bỏ Gyu Won vì sợ làm ảnh hưởng đến sự nghiệp rộng mở của cô, thì cuối cùng Lee Shin và Gyu Won đã đến được bên nhau, bỏ qua mọi khúc mắc và đau khổ trước đó.

## Diễn viên

### Diễn viên chính
- Jung Yong-hwa trong vai Lee Shin
- Park Shin-hye trong vai Lee Gyu-won
- Song Chang-eui trong vai Kim Suk-hyun
- So Yi-hyun trong vai Jung Yoon-soo
- Kang Min-hyuk trong vai Yeo Joon-hee
- Woori trong vai Han Hee-joo
- Lee Hyun-jin trong vai Hyun Ki-young
- Im Se-mi trong vai Cha Bo-woon

### Diễn viên phụ

#### Sinh viên
- Kang Min-hyuk vai Yeo Joon-hee

Tay trống của "The Stupid". Một chàng trai gợi cảm nhưng ngây thơ và luôn khao khát. Anh yêu Hee-joo ngay từ cái nhìn đầu tiên và gọi cô là "Natasha".
- Kim Yoon-hye vai Han Hee-joo

Con gái của Chủ tịch. Là cô gái kiêu ngạo và hư hỏng, có tình cảm với Lee Shin. Cô coi Gyu-won là đối thủ của mình và nhiều lần cố gắng phá hoại cô.
- Lee Hyun-jin vai Hyun Ki-young

Một ca sĩ tài năng mắc chứng sợ sân khấu, nhưng sau đó đã vượt qua nó nhờ sự động viên của Suk-hyun.
- Im Se-mi vai Cha Bo-woon

Bạn thân của Gyu-won, đồng thời là thành viên của "The Windflowers".
- Jang Seo-won vai Lee Soo-myung
- Lim Do-yoon vai Sa-rang
- Oh Won-bin vai nghệ sĩ guitar của "The Stupid"
- Song Se-hyun vai tay bass của "The Stupid"

#### Thành viên gia đình
- Shin Goo vai Lee Dong-jin
- Seo Bum-suk vai Lee Hyun-soo
- Lee Il-hwa là Song Ji-young
- Sun Woo Jae Duk vai Lee Sun-ki
- Moon Ga-young vai Lee Jung-hyun

#### Khác
- Lee Jung-heon vai Im Tae-joon

Trưởng khoa. Anh ấy phải lòng Yoon-soo và ủng hộ Hee-joo vì cô ấy là con gái của Chủ tịch.
- Jung Kyung-ho vai Goo Jung-eun

Chủ sở hữu của Catharsis, còn được gọi là Madam Gu.
- Kim Sun-kyung vai Giáo sư Hồng
- Gi Ju-bong vai Chủ tịch Đại học

## Bên lề

### Sự cố
Trong quá trình quay phim, Shin Hye cùng ekip đã gặp phải 1 vụ tai nạn xe hơi khiến cô bị thương nhẹ

### Tỷ suất người xem đài
Mặc dù bộ phim được đích thân Pyo Min Soo đạo diễn (người đã từng vô cùng thành công với 2 phim siêu hot: Ngôi nhà hạnh phúc và Tiệm Cà phê hoàng tử) kết hợp với ngôi sao Hallyu đang được yêu thích, Yong Hwa nhưng Heartstrings vẫn chỉ loanh quanh ở tỉ lệ người xem là 5 - 6%. Yong Hwa chính là chàng trưởng nhóm đẹp trai, dễ thương của CNBlue, đã từng rất hút fan qua bộ phim thần tượng  Mĩ nam. Tỉ lệ cao nhất bộ phim từng có là 8,7%

### Phản hồi
Tuy không thành công về mặt theo dõi tại Hàn Quốc nhưng bộ phim lại rất thành công về mặt thương mại với số lượng đĩa nhạc phim bán ra khá lớn. Bộ phim lại rất thành công về tỷ suất người xem ở các nước châu Á như Nhật Bản, Trung Quốc, Việt Nam, Phillipin và nhận được nhiều lời khen ngợi. Bộ phim cũng được khán giả Bắc Mỹ đón xem.

### Giải thưởng
Park Shin Hye đã nhận được giải thưởng Top best excellent drama tại lễ trao giải Deasang 2012
Jung Yong hwa được đề cử cho giải thưởng New star.

### Tin đồn
Sự thành công của bộ phim tại nhiều nước kể cả Hàn Quốc làm dấy lên tin đồn quan hệ tình cảm của Shin Hye và Yong hwa vốn tồn tại từ khá lâu khi cả hai cùng đóng Mĩ Nam (2009). Nhưng người quản lý cũng như cả hai đã phủ nhận tin đồn này.